# Aksel Airo
Aksel Airo, pierwotnie Johansson (ur. 14 lutego 1898 w Turku, zm. 1985) – fiński polityk i wojskowy, generał porucznik.

## Życiorys
Dzieciństwo i młodość spędził w rodzinnym Turku. W 1918 roku brał udział w wojnie domowej w Finlandii po stronie białych w stopniu podporucznika, w 1919 otrzymał stopień porucznika, później kształcił się w uczelniach wojskowych we Francji. W 1921 roku awansował na kapitana, w 1923 na majora, w 1927 podpułkownika, w 1933 pułkownika, w 1940 generała majora, a w 1944 na generała porucznika. W latach 30. był szefem Wydziału Operacyjnego Sztabu Generalnego Sił Zbrojnych Finlandii, podczas wojny z ZSRR 1939–1940 był prawą ręką Mannerheima, odgrywając ważną rolę w organizowaniu obrony przed Armią Czerwoną i planowaniu operacji zbrojnych. W 1944 roku objął funkcję szefa Sztabu Generalnego Sił Zbrojnych Finlandii, którą sprawował do 1949. 29 czerwca 1945 roku został aresztowany przez kontrolowaną przez komunistów policję bezpieczeństwa i do 9 kwietnia 1948 przebywał w areszcie śledczym bez wyroku. Po zwolnieniu osiadł w rodzinnym gospodarstwie rolnym. W 1958 roku powrócił do życia publicznego jako kandydat do fińskiego parlamentu, po elekcji sprawował mandat deputowanego do 1966 roku.